# Спирин, Александр Сергеевич
Алекса́ндр Серге́евич Спи́рин (4 сентября 1931 — 30 декабря 2020) — советский и российский биохимик.
Академик Академии наук СССР (1970; с 1991 — Российской академии наук), член Президиума РАН (1988—2001), а с 2001 года советник РАН. Член Леопольдины (1974), иностранный член Национальной академии наук США (2019). Доктор биологических наук (1962), заслуженный профессор МГУ (1999). Был директором Института белка РАН с 1967 по 2001 год. Заведующий кафедрой молекулярной биологии биологического факультета МГУ c 1972 по 2012 год.

## Биография
Окончил биолого-почвенный факультет МГУ (1954). В 1957 году поступил в аспирантуру Института биохимии им. А. Н. Баха АН СССР в лабораторию под руководством Андрея Николаевича Белозерского. В 1957 году защитил кандидатскую диссертацию, а в 1962 году — докторскую (в этом же институте). В 1964 году получил ученое звание профессора кафедры биохимии растений (впоследствии кафедра молекулярной биологии) биологического факультета МГУ. С того же года читал курс лекций по молекулярной биологии. В 1966 году был избран членом-корреспондентом Академии наук СССР, а в 1970 году — её действительным членом (академиком). В 1967 году А. С. Спирин основал в Пущино Институт белка АН СССР, которым руководил с даты основания до 2001 года. В 1973 после смерти Андрея Николаевича Белозерского стал заведующим кафедры молекулярной биологии МГУ, которую возглавлял до 2012 года. Являлся одним из трех российских ученых — членов Европейской организации молекулярных биологов. Член Европейской академии (Academia Europaea). Являлся членом редколлегии журнала «Молекулярная биология», членом редколлегии подсерии «Памятники истории науки» серии «Классики науки» РАН (издательство «Наука»).
Похоронен на Троекуровском кладбище в Москве (уч. 19).

## Общественная деятельность
В 1992 году подписал «Предупреждение человечеству».

## Основные научные достижения
- Открытие некодирующих РНК и фракции информационных РНК в бактериях (1957—1958).
- Первое качественное описание макромолекулярной структуры высокомолекулярной РНК. Открытие способности РНК к сворачиванию в компактные структуры (1959—1961).
- Реконструкция рибосомных частиц вне клетки; открытие самосборки рибосомных белков на каркасе рибосомной РНК (1963—1966).
- Открытие информосом — внутриклеточных информационных рибонуклеопротеидных частиц (мРНП) в цитоплазме животных клеток (1964). (Ленинская премия, 1976 г.).
- Формулирование модели динамической работы рибосомы в процессе биосинтеза белка (1968). Первое экспериментальное доказательство структурной подвижности рибосомы в ходе этого процесса (1987). (Государственная премия СССР, 1988 г.).
- Создание низкоэнергетической системы трансляции (биосинтеза белка) на структурно модифицированных рибосомах вне клетки (бесфакторная, или «неэнзиматическая» трансляция) (1970—1976). Концепция кинетической (каталитической) роли энергии ГТФ в функционировании рибосом (1976—1978).
- Изобретение бесклеточной системы биосинтеза белка непрерывного действия (1988). Разработка способов препаративного синтеза белков вне клетки в различных вариантах такой системы (1989—2004).
- Доказательство котрансляционного сворачивания глобулярных белков на рибосомах в процессе их синтеза (1993—2000). (Премия им. А. Н. Белозерского РАН, 2000).
- Разработка концепции рибосомы как молекулярной наномашины, использующей тепловое (броуновское) движение для направленного перемещения вдоль матричной цепи информационной РНК (1985—2011).

## Награды
- Орден «За заслуги перед Отечеством» III степени (20 апреля 2007) — за значительный вклад в становление и развитие отечественной биологической науки и подготовку научных кадров[9]
- Орден «За заслуги перед Отечеством» IV степени (4 июня 1999) — за большой вклад в развитие отечественной науки, подготовку высококвалифицированных кадров и в связи с 275-летием Российской академии наук[10]
- Два ордена Ленина (1975, 1981)
- Медаль Г. Кребса и премия Федерации Европейских Биохимических Обществ (FEBS Sir Hans Krebs Medal[англ.]) (1969) — за открытие информосом
- Большая золотая медаль имени М. В. Ломоносова (2001) — за основополагающий вклад в изучение биосинтеза белка и функционирования рибонуклеиновых кислот
- Ленинская премия (1976) — за открытие информосом
- Государственная премия СССР (1988) — за исследование структуры и функции рибосом
- Премия имени Карпинского за достижения в науке (F.V.S. Fund), Гамбург, Германия (1992)
- Государственная премия Российской Федерации (2000) — за цикл работ по тритиевой планиграфии (с В. И. Гольданским и сотрудниками)
- Премия имени А. Н. Белозерского (2001) — за цикл работ «Контрансляционное сворачивание белков»
- премия «Триумф» независимого благотворительного фонда «Триумф-Новый Век» (2005)
- Демидовская премия (2013)
- Премия имени А. Н. Баха (2017) — за учебник для вузов «Молекулярная биология. Рибосомы и биосинтез белка»

## Научные труды

### Монографии
- Спирин А. С. Структура рибосом и биосинтез белка. — Пущино: ОНТИ НЦБИ, 1984. — 367 с.

### Учебные издания
- Спирин А. С. Молекулярная биология: Структура рибосомы и биосинтез белка: Учеб. для биол. спец. вузов. — М.: Высшая школа, 1986. — 303 с.
  - Спирин А. С. Молекулярная биология. Рибосомы и биосинтез белка: учебник для студентов высших учебных заведений, обучающихся по направлению "Биология" и биологическим специальностям. — М.: Академия, 2011. — 496 с. (Высшее профессиональное образование. Естественные науки). ISBN 978-5-7695-6668-4
  - Спирин А. С. Молекулярная биология. Рибосомы и биосинтез белка: учебное пособие. — М.: Лаборатория знаний, 2019. — 575 с. (Учебник для высшей школы). ISBN 978-5-906828-28-6

### Под его редакцией
- Молекулярная биология. Структура и функции белков : учеб. для студентов вузов, обучающихся по направлению и специальности «Биология» / В. М. Степанов; под ред. А. С. Спирина. — 3-е изд. — М. : Изд-во Моск. ун-та : Наука, 2005 (ППП Тип. Наука). — 334, [1] с. : ил.; 22 см. — (Серия. Классический университетский учебник/ Моск. гос. ун-т им. М. В. Ломоносова).; ISBN 5-02-035320-5

### Статьи
- The ribosome as a conveying thermal ratchet machine // Journal of Biological Chemistry. 2009. Vol. 284

## Публицистика
- Асланян М. М., Спирин А. С. Полосатая дочь кобылы лорда Мортона // Журнал «Друг» (для любителей кошек). — М.: Премьера-Медиа, 1997. — № 3(21). — С. 22. Архивировано 19 января 2013 года.